# فرودگاه آبی دریاچه گانیساو
فرودگاه آبی دریاچه گانیساو (به انگلیسی: Gunisao Lake Water Aerodrome) یک فرودگاه خصوصی است که یک باند فرود آب دارد. این فرودگاه در کشور کانادا قرار دارد و در ارتفاع ۲۶۴ متری از سطح دریا واقع شده است.